# Alfresco (Software)
Alfresco ist eine freie Software zur Dokumentenverwaltung elektronisch gespeicherter Dokumente. Neben der marktüblichen Funktionalität (Schriftgutverwaltung und Arbeitsablauf) bietet die aktuelle Version die Möglichkeit, Web Content zu verwalten.

## Merkmale
Alfresco stellt ein virtuelles Dateisystem für die Dokumentenablage bereit. Anwender von LibreOffice, Apache OpenOffice, Collabora Online, ONLYOFFICE oder Microsoft Office können Dokumente wie gewohnt in Verzeichnissen speichern, öffnen und gemeinsam bearbeiten. Die dort abgelegten Daten können automatisch z. B. regelbasiert oder policygesteuert z. B. in ein XML-Format oder PDF umgewandelt werden. Es bietet eine integrierte Workflowengine mit BPMN-2.0-Unterstützung, erweiterte und speicherbare Suchmöglichkeiten auf Basis von Lucene, Schriftgutverwaltung sowie eine Check-In/Check-Out- und Versionierungskontrolle.
Ebenso steht ab der Version 2.1 über ein Plugin eine Integration in Office 2003 zur Verfügung.
Zur Integration der Office-Pakete 2007 und 2010 werden ab Version 3.3 Teile des MS-Sharepoint-Protokollstacks unterstützt.
Alfresco unterstützt folgende offene Standards und Quasi-Standards:
- Repository API: CMIS, REST API, Java Content Repository API, SOAP-Webdienste
- Benutzer-Protokolle: Windows Share (SMB/CIFS), NFS, FTP, WebDAV, IMAP
- Identity Management/SingleSignOn: LDAP, MS Active Directory
- Portaleinbindung: JSR 168
- APIs: Java, JavaScript, PHP
- Arbeitsablauf: BPEL/jBPM sowie BPMN 2.0/Activiti

## Architektur
Alfresco basiert auf Open-Source-Technologien wie zum Beispiel Spring, JBoss, jBPM, MyBatis, Lucene oder JavaServer Faces. Die modulare Java-Architektur erlaubt es unter Verwendung des Spring-Frameworks, neue Funktionalität hinzuzufügen oder zu ändern, ohne dass der eigentliche Code der Anwendung verändert werden muss.

## Kostenpflichtige Leistungen
Neben der kostenlosen Version Community Edition von Alfresco, für die keine Wartung und technische Unterstützung angeboten wird, gibt es die kostenpflichtige Alfresco One Version, die neben umfangreichen Enterprise Features (unter anderem Clustering, JMX Monitoring) vor allem auch Wartungs- und Supportleistungen der Alfresco Software Ltd. beinhaltet.